# Macetown
Macetown  est une ville fantôme située dans la région d’Otago dans l’Île du Sud de la Nouvelle-Zélande. Ville construite à la suite de la découverte d'or dans la rivière Arrow, elle a compté jusqu'à 300 habitants en 1863.

## Situation
Elle est maintenant inhabitée et est devenue une véritable attraction touristique.

## Accès
L’accès à la ville se fait travers une route non goudronnée, qui domine les pentes des gorges de la rivière Arrow. 
Elle peut être traversée à pied ou en ‘mountain bike’, à cheval ou véhicules quatre routes motrices.
La route traverse la rivière ‘Arrow’ et de multiples criques à 22 reprises mais n’est pas accessibles aux voitures ‘deux roues’ motrices’.
Le début de la route est situé au niveau du parking d’Arrowtown.

## Histoire
En 1862, le marin ‘William Fox’ découvrit de l’or dans le lit de la rivière Arrow.
Dès la fin de l’année, plus de 1 500 mineurs vinrent établir leur camp le long des berges de la rivière et une petite ville de toile avait déjà bien grossi à la jonction entre «12 Mile Creek» et la rivière ‘Arrow’ .

## Toponymie
Parmi ceux qui s’attroupèrent dans la zone, il y avait les trois frères: ‘John, Charles and Harry Mace’, dont la ville a pris le nom .

## Population
En 1863, la population n’était plus que de 300 habitants, actuellement elle est nulle et c’est une des villes fantômes de la région

## Installations
Au maximum de son développement, la ville abritait une école, une église et deux hôtels .

## Activité économique
En 1865, la plus grande partie de l’or alluvionnaire avait été extrait et de nombreux mineurs, quittèrent les champs aurifères pour la région de la «West Coast».
Les mines de Quartz attirèrent plus de personnes vers 1870 et la population grimpa jusqu’à un pic de 206 habitants en 1896.
Au début du 20e siècle, la ville était en déclin et n’a pas été longue avant d’être désertée.
Il reste peu de chose des constructions initiales mais la maison de Mr Needham (le vieux maître d’école) et la boulangerie ont été soigneusement restaurées par le Département de la Conservation(Nouvelle-Zélande) ou Doc

## Résidents notables
- Joseph Needham  fut un mineur d’or mais aussi le maître d’école de la ville de Macetown de 1879 à 1889.

Il se maria avec une veuve, Mrs Heads, qui avait une fille, Mary, et un fils, Thomas.
Mr et Mrs Needham eurent une fille, Nellie, et leur fils fut dénommé Locksley.
Mary Heads se maria avec Mr Thomas McSoriley et ils furent pendant de nombreuses années les propriétaires d’un hôtel de 9 chambres),la maison de la plage ‘Beach House’: plus tard l’hôtel O'Connell, dans la ville de Queenstown.
Un de leurs fils, Pat, devint le capitaine du navire TSS Earnslaw (en), qui circulait sur le lac Wakatipu.
- William Tily Smith ouvrit un magasin dans Macetown, qu’il tint pour plus de 50 ans.

Il fit le service du courrier 2 fois par semaine jusqu’à la ville d’ Arrowtown et construisit la boulangerie .
- Oliver Palmer fut un membre des “'Twelve Apostles', un groupe de mineurs, qui dépensa tout son argent en jeux d’argent et en alcool.

Ils partageaient ‘Montezuma Hut’ et faisaient référence les uns aux autres avec une grande variété de titres hautains, tels-que 'The King', 'The Doctor' ou 'The Saint' .
- De nombreux résidents de la ville de Macetown finirent par migrer vers celle d’ Arrowtown au début des années 1900 pour pouvoir travailler à Queenstown.
- Ceci comprenait la famille Anderson, qui avaient monté l’hôtel ‘Alpine hotel’ dans la ville de Macetown [5] et la famille Tallentire.

Le plus jeune des fils, Thomas Tallentire, devint plus tard l’éditeur du quotidien  Queenstown Daily Mail au début des années 1930.
- William Jenkins rodait fréquemment comme un sauvage à travers les rues de la ville de Macetown.

En 1921, il était le seul résident permanent restant et rapidement se déclara lui-même maire.
Sa mère avait fait fonctionner l’Hôtel Alpine .
- Macetown avait une petite communauté chinoise, qui était basée près de l’extrémité de la rue principale dans une zone connue sous le nom de "Chinatown".

Les mineurs Chinois célébraient annuellement le Nouvel An chinois  comme une fête particulière et tiraient des feux d’artifice .

## Autres lectures
Eileen Beaton, Macetown: The Story of a fascinating gold-mining town, John McIndoe, Dunedin, 1971.